# Azul Airport
Azul Airport är en flygplats i Argentina. Den ligger i den centrala delen av landet, 270 kilometer sydväst om huvudstaden Buenos Aires. Azul Airport ligger 132 meter över havet.
Terrängen runt Azul Airport är mycket platt. Närmaste större samhälle är Azul, 3,7 kilometer sydväst om Azul Airport.
Trakten runt Azul Airport består till största delen av jordbruksmark. Runt Azul Airport är det glesbefolkat, med 9 invånare per kvadratkilometer.